# Большая Руя
Большая Руя — деревня в Выскатском сельском поселении Сланцевского района Ленинградской области.

## История
Деревня Большая Руя, состоящая из 29 крестьянских дворов, упоминается на карте Санкт-Петербургской губернии Ф. Ф. Шуберта 1834 года и к югу от неё деревня Малая Руя.

РУЙ — деревня принадлежит ведомству Павловского городового правления, число жителей по ревизии: 107 м. п., 115 ж. п.

РУЙ — деревня принадлежит коллежскому асессору Семевскому, число жителей по ревизии: 58 м. п., 55 ж. п. (1838 год)

Как деревни Большая Руя и Малая Руя они отмечены на карте профессора С. С. Куторги 1852 года.

РУЯ — деревня Павловского городового правления, по просёлочной дороге, число дворов — 34, число душ — 126 м. п.

РУЯ — деревня госпожи фон Бландовой, по просёлочной дороге, число дворов — 16, число душ — 65 м. п. (1856 год)

РУЯ БОЛЬШАЯ — деревня Павловского городового правления при речке Руйке, число дворов — 36, число жителей: 186 м. п., 190 ж. п.; 

РУЯ МАЛАЯ — деревня владельческая при речке Руйке, число дворов — 18, число жителей: 80 м. п., 82 ж. п. (1862 год) 

В XIX — начале XX века деревня административно относилась к Выскатской волости 1-го земского участка 1-го стана Гдовского уезда Санкт-Петербургской губернии.
Согласно Памятной книжке Санкт-Петербургской губернии 1905 года, деревня состояла из двух частей Руя Большая, которая входила в Выскатское сельское общество и Руя 1-я, которая входила в Руйское сельское общество.
- Деревня Большая Руя на карте 1919 года

Согласно карте Петроградской и Эстляндской губерний 1919 года деревня состояла из двух частей: Большая Руя и Малая Руя.
С 1917 по 1924 год деревни Большая Руя и Малая Руя входили в состав Руйского сельсовета Выскатской волости Гдовского уезда.
С 1924 года, в составе Выскатского сельсовета.
С 1927 года, в составе Рудненского района.
В 1928 году их население составляло 385 человек.
По данным 1933 года деревня Малая Руя входила в состав Выскатского сельсовета Рудненского района. С августа 1933 года, в составе Гдовского района.
С января 1941 года, в составе Сланцевского района.
С 1 августа 1941 года по 31 января 1944 года, германская оккупация.
С 1963 года, в составе Кингисеппского района.
По состоянию на 1 августа 1965 года деревня Большая Руя входила в состав Выскатского сельсовета Кингисеппского района. С ноября 1965 года, вновь в составе Сланцевского района. В 1965 году население деревни Большая Руя составляло 76 человек.
По данным 1973 и 1990 годов деревня Большая Руя входила в состав Выскатского сельсовета Сланцевского района.
В 1997 году в деревне Большая Руя Выскатской волости проживали 33 человека, в 2002 году — 37 человек (русские — 97 %).
В 2007 году в деревне Большая Руя Выскатского СП проживали 50, в 2010 году — 57, в 2011 году — 74, в 2012 году — 85, в 2013 году — 78, в 2014 году — 74 человека.

## География
Деревня расположена в южной части района на автодороге 41К-188 (Гостицы — Большая Пустомержа) в месте примыкания к ней автодороги 41К-798 (Большая Руя — Большие Рожки).
Расстояние до административного центра поселения — 2,5 км.
Расстояние до ближайшей железнодорожной платформы Сланцы — 20 км.
Через деревню протекает река Руя.

## Демография
| 1862 | 2007 | 2010 | 2017 |
| ---- | ---- | ---- | ---- |
| 376  | ↘50  | ↗57  | ↗69  |

## Инфраструктура
На 2014 год в деревне было зарегистрировано 29 домохозяйств.